# Tsuburaya Productions
La Tsuburaya Productions (in giapponese 円谷プロダクション) è una casa di produzione televisiva giapponese fondata dal mago degli effetti speciali Eiji Tsuburaya e di proprietà della sua famiglia.

## Storia
Ha cominciato le attività nel 1963 producendo da allora numerose serie tokusatsu di successo fra le quali Ultraman.